# Kia EV6
Kia EV6 este un SUV crossover compact electric cu baterii produs de Kia. Introdus în martie 2021, este primul vehicul electric dedicat Kia și primul model dezvoltat pe platforma modulară globală electrică (E-GMP) similar cu Hyundai Ioniq 5. Este, de asemenea, primul model care a fost denumit sub noua nomenclatură. desemnat pentru o linie de mașini electrice Kia, care va varia de la EV1 la EV9. EV6 este Mașina Anului în Europa 2022.